# 美笹村
美笹村（みささむら）は、埼玉県北足立郡に存在した村。
「昭和の大合併」期にあたる1957年（昭和32年）7月20日に同郡戸田町に編入合併され、消滅。

## 地理
- 埼玉県中央（北足立）地域の南部にある。
- 旧村域の西側・南西側を荒川が北から南、南東へと流れており、旧村域全域が低地となっている。
- 2006年（平成18年）現在における戸田市の西部、すなわち笹目、笹目南町、笹目北町、早瀬、大字下笹目、美女木、美女木東、大字美女木字向田及び荒川堤外地域（内谷・曲本・重瀬）、並びにさいたま市南区の西部（西浦和地区）、すなわち内谷、曲本、松本、大字堤外がほぼ旧村域にあたる。
- 上記の範囲の2006年1月1日現在の人口は、54,281人である（「埼玉県町（丁）字別人口調査」による）。

## 歴史
- 1943年（昭和18年）4月1日 - 北足立郡美谷本村・笹目村が新設合併し美笹村が発足。村名は2箇村の名の一文字目を併せてつけられた。
- 1944年（昭和19年）2月11日 - 北足立郡内間木村下内間木のうち荒川東岸の一部を美笹村に編入。
- 1957年（昭和32年）7月20日 - 北足立郡戸田町に編入。同日美笹村廃止。

## 村廃止以降の地区名
- 旧笹目村域…「笹目地区」
- 旧美谷本村のうち戸田市残留の地区・旧内間木村荒川東岸域…「美女木地区」
- 旧美谷本村のうち（旧）浦和市に編入された地区…「西浦和地区」（さいたま市区制施行以降はあまり使われない）